# Calambuco
Calambuco est un groupe colombien de salsa de Bogota, capitale de la Colombie.
Fin 2005, le groupe commence à jouer en reprenant les classiques de la salsa dans les principales discothèques de Bogota.
Dès le premier semestre 2006, l’orchestre commence à interpréter ses propres morceaux, composés par le pianiste Andrés Felipe Succar, puis enregistre un premier album produit par le chanteur et tromboniste Mauricio Castillo (chanteur de Grupo Niche), avec la collaboration de José Aguirre à la trompette (ancien directeur de Grupo Niche), et avec la participation du pianiste Jaime Henao. Il se produit non seulement en Colombie, mais aussi à l'international, dont quelques concerts en France.

## Formation
- Andrés Felipe Succar (Piano, Directeur, Compositeur)
- Juan José Flórez (Basse)
- Julián Esteban Chaves (Bongo et Cloche, Clarinette)
- Álvaro Herrera (Congas)
- Cristian Rojas (Timbales)
- Edison Ibarra (Trompette)
- Carlos Parra (Trompette)
- Carlos Tabares (Trompette)
- Francisco Robert Echavarria (Voix et Chœurs)
- Eignar Renteria (Voix et Chœurs)